# Brtnice
Brtnice (tedesco Pirnitz) è una città della Repubblica Ceca facente parte del distretto di Jihlava, nella regione di Vysočina.

## Altri progetti

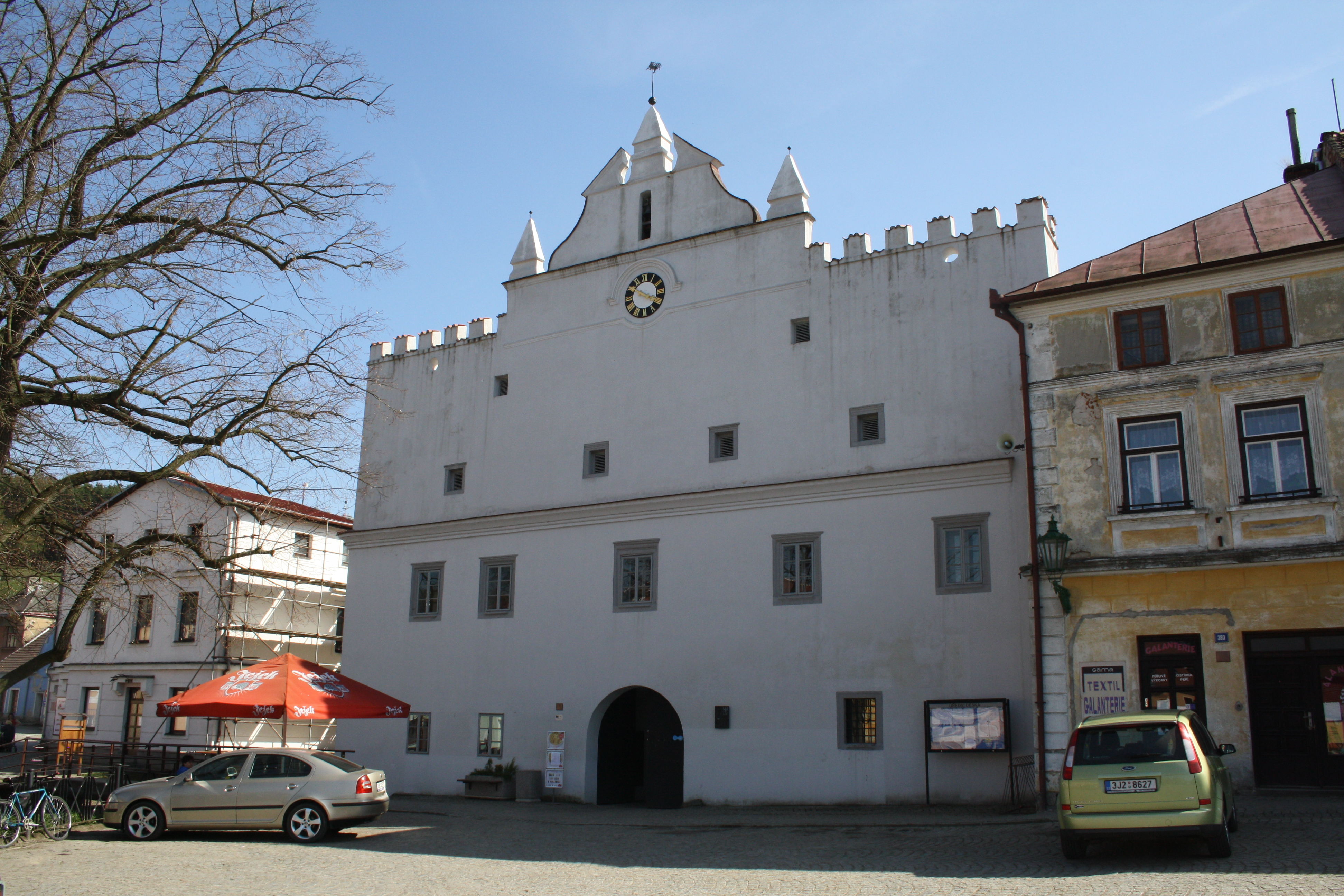
Il municipio rinascimentale di Brtnice

## Monumenti e luoghi d'interesse
- Castello di Pirnitz

## Amministrazione

### Gemellaggi
- Orpund, Svizzera